# Берислав
 Тази статия е за града в Украйна.  За селото в Гърция вижте Бериславци.  
Берислав (на украински: Берислав) е град в Южна Украйна, Бериславски район на Херсонска област.
Основан е през 1784 година. Населението му е около 15 425 души.